# شیپونوو (شهرستان شیپونوفسکی، سرزمین آلتای)
شیپونوو (به لاتین: Shipunovo) یک منطقهٔ مسکونی در روسیه است که در سرزمین آلتای واقع شده‌است.